# Cratere Orguk
Orguk  è un cratere sulla superficie di Venere.